# سيرج أيوب
سيرج أيوب هو سياسي فرنسي، ولد في 29 أكتوبر 1964 في باينوليه في فرنسا. نشط حزبياً في التجمع الوطني. وقد انتخب قائد ‏ Third Way (France) ‏ (2010 – 12 يوليو 2013) وانتخب قائد ‏ Revolutionary Nationalist Youth ‏ (1987 – 12 يوليو 2013).

## وصلات خارجية
- سيرج أيوب على موقع IMDb (الإنجليزية)